# 神戸大学の人物一覧
神戸大学の人物一覧（こうべだいがくのじんぶついちらん）は、神戸大学に関係する人物の一覧記事。

## 神戸大学の教員

### 現職

#### 経済学
- 宮尾龍蔵 - 経済学者、経済学研究科教授
- 大塚啓二郎 - 経済学者、経済学研究科教授
- 上東貴志 - 経済学者、経済経営研究所教授
- 北野重人 - 経済学者、経済経営研究所准教授
- 佐藤隆広 - 経済学者、経済経営研究所准教授
- 柴本昌彦 - 経済学者、経済経営研究所准教授
- 下村研一 - 経済学者、経済経営研究所教授
- 趙来勲 - 経済学者、経済経営研究所教授
- 家森信善 - 経済学者、経済経営研究所教授
- 濱口伸明 - 経済学者、経済経営研究所教授

#### 経営学
- 伊藤宗彦 - 経営学者、経済経営研究所教授
- 小川進 - 経営学者、経営学研究科教授
- 金井壽宏 - 経営学者、経営学研究科教授
- 小島健司 - 経営学者、経済経営研究所特命教授
- 原田勉 - 経営学者、経営学研究科教授
- 藤村聡 - 経営学者、経済経営研究所准教授
- 三品和広 - 経営学者、経営学研究科教授
- ラルフ・ベーベンロート - 経営学者、経済経営研究所教授

#### 法学
- 池田公博 - 法学者（刑事訴訟法）、法学研究科教授
- 上嶌一高 - 法学者（刑法）、法学研究科教授
- 大内伸哉 - 法学者（労働法）、法学研究科教授
- 角松生史 - 法学者（行政法）、法学研究科教授
- 窪田充見 - 法学者（民法）、法学研究科教授
- 島並良 - 法学者（知的財産法）、法学研究科教授
- 嶋矢貴之 - 法学者（刑法）、法学研究科教授
- 中川丈久 - 法学者（行政法）、法学研究科教授
- 中野俊一郎 - 法学者（国際私法）、法学研究科教授
- 山本弘 - 法学者（民事訴訟法）、法学研究科教授

#### 政治学
- 大西裕 - 政治学者、法学研究科教授
- 木村幹 - 政治学者、国際協力研究科教授
- 栗栖薫子 - 政治学者、法学研究科教授
- 坂井一成 - 政治学者、国際文化学研究科教授
- 阪野智一 - 政治学者、国際文化学研究科教授
- 品田裕 - 政治学者、法学研究科教授
- 多湖淳 - 政治学者、法学研究科教授
- 土佐弘之 - 政治学者、国際協力研究科教授
- 簑原俊洋 - 政治学者、法学研究科教授

#### 国際文化学
- 市田良彦 - 思想史家、国際文化学研究科教授
- 岡田浩樹 - 文化人類学者、国際文化学研究科教授

#### 言語学
- 松本曜 - 言語学者
- 石川慎一郎 - 言語学者、統計学者、コーパス言語学

#### 芸術学
- 斉田好男 - 指揮者、人間発達環境学研究科教授
- 田村文生 - 作曲家、人間発達環境学研究科准教授
- 宮下規久朗 - 美術史家、人文学研究科教授
- 谷正人 - 民族音楽学者、人間発達環境学研究科准教授

#### 文学
- 目黒強 - 児童文学の編成の歴史を社会学的に研究、人間発達環境学研究科准教授

#### 史学
- 大津留厚 - 西洋史研究者、人文学研究科教授

#### 理学
- 巽好幸 - 地球科学者、高等研究院海共生研究アライアンス長
- 野海正俊 - 数学者、理学研究科教授
- 牧野淳一郎 - 天文学者、理学研究科教授
- 木村建次郎 ‐ 応用物理学者、理学研究科教授

#### 工学
- 塚本昌彦 - 計算機科学者、工学研究科教授
- 森井昌克 - 計算機科学者、工学研究科教授

#### 医学
- 古森孝英 - 口腔外科学者、医学研究科教授

### 名誉教授
- 石原享一 - 社会学・国際政治学者、国際文化学研究科教授
- 吉川元 - 国際政治学者、法学研究科
- 向井正也 - 西洋建築史家、工学研究科教授
- 占部都美 - 経営学、経営学部教授
- 永谷敬三 - 経済学、経済学部教授
- 丸山雅祥 - 経済学、経営学研究科教授
- 二宮厚美 - 経済学、人間発達環境学研究科教授
- 土屋基規 - 教育行政学者、発達科学部教授
- 末本誠 - 教育学、発達科学部教授
- 山内乾史 - 教育社会学、大学教育推進機構教授

## 神戸大学の出身者

### 政界

#### 現職国会議員
- 高市早苗 - 自由民主党衆議院議員　元総務大臣。経営学部卒。
- 繁本護 - 自由民主党衆議院議員　財務大臣政務官。元国土交通省国際調整官。工学部卒。
- 盛山正仁 - 自由民主党衆議院議員　文部科学大臣。法学研究科修了。
- 山田賢司 - 自由民主党衆議院議員　元外務副大臣。法学部卒。
- 斎藤洋明 - 自由民主党衆議院議員。元総務大臣政務官。国際協力研究科修了。
- 宮崎雅夫 - 自由民主党衆議院議員。農林水産大臣政務官、全国土地改良政治連盟顧問。農学部卒。
- 伊東信久 - 日本維新の会衆議院議員。医学部卒。
- 大門実紀史 - 日本共産党参議院議員、経済学部中退。
- 浜野喜史 - 国民民主党参議院議員。経済学部卒。
- 吉川元 - 立憲民主党衆議院議員。経済学部中退。

#### 元職国会議員
- 宇野宗佑 - 第75代内閣総理大臣。彦根高等商業学校（現・滋賀大学経済学部）入学。神戸商大中退。
- 石井光次郎 - 第54代衆議院議長。六甲台の神戸大学正門に掲げられている「神戸大学」という銘板の揮毫者。神戸高商1912年卒。
- 河本敏夫 - 元郵政大臣。旧制姫路高校中退。
- 加藤六月 - 元農林水産大臣。旧制姫路高校卒。
- 江田三郎 - 元衆議院議員。神戸高商1929年転学。
- 本岡昭次 - 元参議院副議長。兵庫師範学校卒。
- 前田房之助 - 元逓信政務次官。神戸高商1907年卒。
- 上塚司 - 元大蔵政務次官。神戸高商1912年卒。
- 鈴切康雄 - 元衆議院議員。神戸高等商船中退。
- 片上公人 - 元参議院議員。経済学部卒。
- 直嶋正行 - 元参議院議員　元経済産業大臣、元民主党政策調査会長。経営学部卒。
- 抜山映子 - 元参議院議員。法学研究科修了。
- 浦井洋 - 元衆議院議員。神戸医科大学卒。
- 佐々木知子 - 元参議院議員、元厚生労働大臣政務官、弁護士、ロッテホールディングス取締役。法学部卒。
- 植松恵美子 - 元参議院議員、元三木町副町長。教育学部卒。
- 永江孝子 - 元衆議院議員、元南海放送アナウンサー。法学部卒。
- 高橋昭一 - 元衆議院議員。教育学部中退。
- 高橋美穂 - 元衆議院議員。法学部卒。
- 浅野貴博 - 元衆議院議員。国際協力研究科修了。
- 藤野辰次郎 - 元衆議院議員。神戸高商卒。
- 堀内照文 - 元衆議院議員、文学部卒。
- 小山邦太郎 - 元衆議院議員。元参議院議員。元長野県小諸市長。神戸高商中退。

#### 知事
- 野崎欣一郎 - 第6-7代滋賀県知事。旧制姫路高校卒。
- 武市恭信 - 第50-53代徳島県知事。旧制姫路高校卒。
- 奥田八二 - 第10-12代福岡県知事。九州大学名誉教授。旧制姫路高校卒。

#### 市町村長
- 宮崎辰雄 - 第13代神戸市長。旧制姫路高校中退。
- 笹山幸俊 - 第14代神戸市長。神戸工専卒。
- 稲村和美 - 第16代尼崎市長。法学研究科修了。
- 梶正治 - 第3代丸亀市長。元香川県議会議員。経済学部卒。
- 伊藤舞 - 芦屋市長。
- 嶋田正義 - 福崎町長。
- 山崎晴恵 - 宝塚市長、弁護士。
- 西田正則 - 元たつの市長、元龍野市教育長。
- 滝澤義夫 - 元倉敷市長、元全国市長会副会長、水島機工創業者・元社長。

#### 地方議員
- 朝倉秀実 - 元大阪府議会議長
- 須田旭 - 大阪府議会議員

#### 政治活動家
- 松枝佳宏 - 新社会党中央執行委員会委員長。文学部中退。

### 官界
- 西本伴子 - 国際労働機関事務局長補兼アジア太平洋地域総局長、元国際連合環境計画地域協力局長。
- 石川雅恵 - 国際連合女性機関日本事務所長、元国際連合人口基金資金調達官。国際協力研究科修了。
- 宮尾龍蔵 - 経済学者。日本銀行政策委員会審議委員。神戸大学名誉教授。経済学研究科修了。
- 伊藤述史 - 外交官。元内閣情報局総裁。元貴族院議員。神戸高商1907年卒。
- 天羽英二 - 外交官。元外務次官、元内閣情報局総裁。神戸高商1910年卒。
- 村上義温 - 外交官。元駐ペルー特命全権公使、元香港総領事。神戸高商1910年卒。
- 加藤外松 - 外交官。元駐フランス特命全権大使。神戸高商1911年卒。
- 清水久継 - 外交官。元駐モーリタニア特命全権大使。元ハガッニャ総領事。
- 福澤秀元 - 外交官。元駐ウガンダ特命全権大使。元住友商事マプト事務所長。
- 矢口麓蔵 - 外交官。元駐チリ特命全権大使、元外務省移住局長。神戸高商1924年卒。
- 内海倫 - 防衛官僚。元人事院総裁、元防衛事務次官。旧制姫路高校卒。
- 大田満男 - 大蔵官僚。元大蔵省造幣局長、元名古屋国税局長。大連高商卒。
- 秋田潤 - 財務官僚。財務省名古屋税関長。農学部卒。
- 福井武弘 - 総務官僚。元総務省統計局長、元内閣府沖縄総合事務局長、青山学院大学教授。理学部卒。
- 浅野賢澄 - 郵政官僚。元郵政事務次官、元フジテレビジョン社長。旧制姫路高校卒。
- 齊藤昭 - 農林官僚。元農林水産省統計部長、元農林水産省近畿農政局長、元京都大学特命教授。
- 玉置敬三 - 通商産業官僚。元通産事務次官、元東芝社長。旧制姫路高校卒。
- 橋田俊彦 - 気象庁技官。第25代気象庁長官。理学部1980年卒、理学研究科1982年修了。
- 増田隆司 - 国土交通技官。国交省下水道事業課長、日本下水道事業団副理事長。工学部1984年卒。
- 伯井美徳 - 文部科学官僚。文部科学審議官、元文部科学省高等教育局長、元大学入試センター副所長。法学部卒。
- 田邉揮司良 - 元東京都危機管理監、元陸上自衛隊北部方面総監。工学研究科修了。
- 村上圭子 - 京都市副市長、元下京区副区長。経営学部卒。
- 岡口憲義 - 神戸市副市長、神戸空港ターミナル副会長。法学部卒。
- 油井洋明 - 神戸市副市長、神戸市民生活協同組合理事長。工学部卒。
- 水口和彦 - 元神戸市水道局長、阪神水道企業団副企業長。工学部卒。
- 松下綽宏 - 元神戸市助役、神戸ハーバーランド社長。工学部卒。
- 西原義一 - 香川県副知事、元香川県教育委員会教育長、高松空港取締役。経営学部卒。
- ロバート・D・エルドリッヂ - 政治学者。元アメリカ海兵隊太平洋海兵隊基地政務外交部次長。法学研究科修了。
- 高田坦史 - 元中小企業基盤整備機構理事長、全日本シーエム放送連盟理事長。
- エルフ・モノド・オノラ - 駐日ハイチ大使。経済学者。

### 法曹
- 田中俊次 - 大阪家庭裁判所長、元大阪高等裁判所判事、元長崎地方裁判所長
- 東孝行 - 元広島高等裁判所判事、元熊本家庭裁判所長、元福岡高等裁判所那覇支部長
- 小佐田潔 - 元大阪地方裁判所長、元大阪高等裁判所判事
- 中川博之 - 元大阪家庭裁判所長、元大阪高等裁判所判事、京都大学教授
- 那須彰 - 元京都地方裁判所長、元大阪高等裁判所判事、元法務省大阪法務局長
- 大島眞一 - 大阪高等裁判所判事、元神戸大学教授、元最高裁判所事務総局家庭局付
- 徳岡由美子 - 大阪高等裁判所判事、元京都家庭裁判所長
- 吉池浩嗣 - 元長崎地方検察庁検事正、元東京地方検察庁公安部長、元法務省大臣官房審議官
- 舩木孝和 - 弁護士、日本弁護士連合会副会長、元中国地方弁護士会連合会理事長
- 中島博之 - 弁護士、漫画原作者

### 財界人・実業家

#### 鉱業
- 三宅俊作 - 元JX石油開発社長、元石油鉱業連盟副会長

#### 建設業
- 大西和男 - 元住友林業社長
- 鴻池一季 - 元鴻池組社長・会長、元大阪建設業協会会長
- 佐渡卓 - 元日本国土開発社長、神戸高商1919年卒
- 松下龍二 - 元パナソニック ホームズ社長、元プレハブ建築協会副会長

#### 製造業
- 出光佐三 - 出光興産創業者・初代社長、神戸高商1909年卒
- 伊藤恭一 - 元呉羽紡績社長、元伊藤忠兵衛基金理事長、神戸商大1936年卒
- 伊藤茂八郎 - 元三興線材工業社長、元伊藤忠兵衛基金理事長
- 岩崎正視 - 元名古屋グランパスエイト社長、元トヨタ自動車副会長、元日本自動車工業会会長、元学校法人名城大学理事長
- 上田孝 - 元サノヤスホールディングス社長、元サノヤス造船社長、元日本造船工業会副会長
- 牛田正郎 - 元日本熱学工業社長、神戸高等商船1945年卒
- 浦西德一 - 元トヨタ紡織会長、元トヨタ自動車副社長、元欧州トヨタ自動車社長
- 江崎勝久 - 江崎グリコ代表取締役会長・元社長、経営学部卒
- 大倉弘 - 元月桂冠社長、元京都府酒造組合連合会会長
- 大谷一二 - 元東洋紡績（現東洋紡）社長、元関西経済連合会顧問、神戸商大1936年卒、在学中はサッカー選手としても活躍
- 大坪清 - レンゴー会長兼CEO、関西経済連合会副会長、日本製紙連合会副会長
- 大橋忠晴 - 元川崎重工業社長、元日本商工会議所副会頭、元関西経済連合会副会長
- 片山松造 - 元東洋ゴム工業（現TOYO TIRE）社長、元日本自動車タイヤ協会会長、元タイヤ公正取引協議会会長
- 勝川四志彦 - 神戸製鋼所社長、日本鉄鋼連盟副会長
- 勝田善春 - 元マクセルホールディングス（現マクセル）社長
- 鎌倉昭雄 - 元ウェルファイド社長、元吉富製薬社長
- 亀井範雄 - 元東邦テナックス社長、元帝人副社長
- 亀高素吉 - 元神戸製鋼所社長・会長、薬学博士、神戸経済大1950年卒
- 串田守可 - 元栗本鐵工所社長、元日本ダクタイル鉄管協会副会長
- 小堀秀毅 - 旭化成会長・元社長、日本経団連副会長
- 坂口二郎 - ユニチカ初代社長、神戸高商1918年卒
- 下出義雄 - 元大同製鋼（現大同特殊鋼）社長、大同工業学校（現大同大学）設立、神戸高商1913年卒
- 末澤壽一 - 元日本ハム社長、元北海道日本ハムファイターズオーナー
- 菅田道信 - 元トヨタ モーター タイランド社長、元バンコク日本人商工会議所会頭
- 杉内清信 - 元東邦チタニウム社長
- 関本忠弘 - 元日本電気社長、元日本経団連副会長、旧制姫路高校卒
- 仙田貞雄 - 元三井金属鉱業社長、元日本鉱業協会会長
- 高岡浩三 - 元ネスレ日本社長兼CEO、サイバーエージェント取締役、第41回ベストドレッサー賞受賞
- 竹内郁夫 - 東洋紡社長、元日本紡績協会会長
- 谷井昭雄 - 元松下電器産業（現パナソニック）社長、神戸高工卒
- 種田清隆 - 長府製作所社長
- 辻源太郎 - 元豊田自動織機製作所会長、元トヨタ自動車副会長
- 裙本理人 - セルソース創業者・元社長CEO
- 寺師茂樹 - 豊田自動織機会長、元トヨタ自動車副社長・最高技術責任者兼EV C.A. Spiritプレジデント、元自動車技術会会長、工学研究科1980年修了
- 徳末知夫 - 元帝人社長
- 土橋芳邦 - 元クボタ社長、元学校法人大阪産業大学理事長
- 豊田利三郎 - トヨタ自動車工業初代社長・会長、豊田自動織機初代社長、豊田家婿養子、神戸高商1908年卒
- 鳥井信一郎 - 元サントリー代表取締役会長、法学部卒
- 中川不器男 - 元トヨタ自動車工業社長、神戸高商1921年卒
- 中野吉晴 - 元雪印メグミルク社長、元日本乳業協会会長
- 西村俊一 - 元サクラクレパス社長、神戸商大1939年卒
- 萩野道義 - 元本田技研工業代表取締役、元自動車技術会会長
- 花井正八 - 元トヨタ自動車工業会長、元日本高速通信会長、元日本移動通信会長、元日経連副会長、神戸商大1938年卒
- 廣瀨博 - 元住友化学代表取締役社長、元東日本高速道路社長、経営学部卒
- 福岡賢二 - スウィフト・エックスアイ社長、神戸情報大学院大学学長代理
- 藤田純孝 - オリンパス取締役会議長、元伊藤忠商事副会長、日本CFO協会理事長
- 布野幸利 - 元北米トヨタ自動車会長、元米国トヨタ自動車販売社長、元トヨタ自動車副社長、元日本銀行政策委員会審議委員
- 本田聖二 - ジヤトコ会長、元日産自動車シニア・バイス・プレジデント、元神奈川県環境保全協議会会長
- 前川眞基 - 元トヨタアドミニスタ社長、元トヨタ自動車副社長、元トヨタ東京自動車大学校理事長
- 三野重和 - 元クボタ社長・会長、神戸経済大学1948年卒
- 宮田喜一郎 - オムロン副社長・最高技術責任者、元オムロン ヘルスケア社長
- 三好俊夫 - 元松下電器産業（現パナソニック）社長、元日経連副会長、元関西経営者協会会長
- 森重樹 - 日本板硝子会長・元社長、板硝子協会会長
- 森治樹 - 元資生堂社長、神戸高商1926年卒
- 八代健三郎 - 元東海染工社長、元学校法人名城大学理事長、藍綬褒章受賞
- 山岸八郎 - フジッコ創業者・初代社長、兵庫師範学校卒業
- 山本寿宣 - 元東ソー社長、元日本ソーダ工業会会長
- 吉岡喜一 - 元新日本窒素肥料（現チッソ）社長、元塩化ビニール協会会長
- 和田恒輔 - 元富士電機製造社長、元富士通信機製造社長

#### 電気・ガス業
- 香川次朗 - 元関西電力副社長、関電不動産開発会長

#### 運輸業
- 朝倉次郎 - 元川崎汽船社長、元日本船主協会会長
- 有森正和 - 元スカイマーク社長、元エアアジア・ジャパン副社長
- 石井繁礼 - 元川崎近海汽船社長、元日本内航海運組合総連合会理事
- 一井保造 - 元三井船舶（現商船三井）社長、元日本船主協会会長
- 上門一裕 - 山陽電気鉄道社長、元日本民営鉄道協会副会長
- 大谷厚郎 - 元一畑電気鉄道社長・会長、松江一畑交通会長、島根県旅客自動車協会会長、島根県交通安全協会会長
- 坂井信也 - 元阪神電気鉄道社長・会長、元阪神タイガースオーナー、元日本民営鉄道協会会長、経済学部卒
- 酒井隆司 - 元八馬汽船社長
- 城南雅一 - 元神戸新交通社長、元能勢電鉄社長、神戸市交通事業管理者
- 長澤仁志 - 日本郵船会長・元社長、日本経団連副会長
- 西久保愼一 - 元スカイマーク代表取締役社長、マイクロジェット会長、工学部卒
- 浜川友十朗 - 元三菱倉庫社長
- 半井真司 - 元JR四国社長・会長
- 番尚志 - 元三菱倉庫社長
- 山谷佳之 - 関西エアポート社長、元オリックス・クレジット社長

#### 商業
- 安宅英一 - 元安宅産業会長、神戸高商1924年卒
- 市川忍 - 丸紅初代社長、神戸高商1919年卒
- 伊藤英吉 - 元伊藤忠商事会長、神戸商大1934年卒
- 越後正一 - 元伊藤忠商事社長、神戸高商1925年卒
- 海部八郎 - 元日商岩井（現双日）副社長、ダグラス・グラマン事件、神戸経大卒
- 加藤進 - 元住友商事社長、元日本経団連審議員会副議長
- 高乗正行 - 元チップワンストップ創業者・社長、アロー・エレクトロニクス・ジャパン会長・日本代表
- 小寺明 - 元伊藤忠エネクス社長、元伊藤忠商事代表取締役、元エルピーガス協会常任理事、元中国銀行取締役
- 湖中謙介 - コナカ社長、サマンサタバサジャパンリミテッド社長、フィットハウス会長
- 小林洋一 - 元伊藤忠商事副社長・副会長、元日本トルクメニスタン経済委員会会長
- 佐々木淳一 - 日本アクセス会長・元社長、日本加工食品卸協会副会長
- 高畑誠一 - 日商（後の日商岩井、現双日）創設者、神戸高商1909年卒
- 永井幸太郎 - 日商（後の日商岩井、現双日）創設者、元貿易庁長官、神戸高商1909年卒
- 中内㓛 - ダイエー創業者、神戸経大第二学部（夜間）学費未納のため除籍（勲一等を受勲した際に卒業扱いとなる）
- 中牟田喜一郎 - 元岩田屋社長、元日本テニス協会会長
- 西川政一 - 元日商岩井（現双日）社長、元日本バレーボール協会会長
- 日比野哲三 - 元ニチメン（現双日）社長、藍綬褒章受章
- 福井慶三 - 元日綿實業（後のニチメン、現双日）代表取締役社長、オリエント・リース（現オリックス）創設者、神戸高商1922年卒
- 福島幹雄 - 元JFE商事ホールディングス社長
- 細見研介 - ファミリーマート社長
- 本田英一 - 元コープこうべ組合長理事、元日本生活協同組合連合会会長
- 宗兼邦生 - フレスタ会長・元社長、シジシージャパン副会長、広島商工会議所副会頭
- 森地高文 - 元神鋼商事社長、元神戸商工会議所副会頭
- 矢崎和彦 - フェリシモ社長、元神戸経済同友会代表幹事
- 横尾昭信 - 元JALUX社長、元アイ・ティー・エックス社長

#### 金融・保険業
- 浅井孝二 - 元住友銀行頭取、元大阪商工会議所会頭
- 植村家隆 - 元日本生命保険専務取締役
- 角元敬治 - 三井住友銀行副会長、元関西経済同友会代表幹事、2025年日本国際博覧会協会副会長、日中経済貿易センター副会長
- 川口章 - 元尼崎信用金庫理事長
- 北幸二 - 元関西アーバン銀行頭取、元滋賀経済同友会代表幹事
- 佐上峻作 - M&A総合研究所創立者・CEO
- 鈴木祥枝 - 元東京海上火災保険社長、神戸高商1907年卒
- 高倉民夫 - 元JCB社長、元日本クレジットカード協会会長
- 高山義雄 - 元三和銀行副頭取、元関西経済同友会代表幹事
- 永井泰浩 - 三井住友海上プライマリー生命保険会長・元社長
- 中川順子 - 元野村アセットマネジメント社長、日本銀行政策委員会審議委員
- 中川雅博 - 元SMBC信託銀行社長
- 中西公 - 元JCB社長
- 西村忠禧 - 元みなと銀行頭取
- 舩曵真一郎 - 三井住友海上火災保険社長、元日本損害保険協会会長
- 星島義兵衛 - 元岡山県農工銀行頭取、元岡山商工会議所会頭
- 松尾憲治 - 元明治安田生命保険社長、元生命保険協会会長
- 円山法昭 - 住信SBIネット銀行社長、元SBIモーゲージ社長
- 三宅明 - 元三井生命保険社長
- 森口隆宏 - 元JPモルガン証券会長兼CEO
- 山田時雄 - 元阪神相互銀行（現みなと銀行）社長
- 渡部賢一 - 元野村ホールディングスグループCEO兼社長、元野村證券CEO兼社長

#### 不動産業
- 飯塚延幸 - 元東京交通会館社長、元三菱地所副社長
- 上島規男 - イントランス創業者・元社長
- 中橋武一 - 元大阪建物（現ダイビル）会長、神戸高商1912年卒

#### 情報・通信業・サービス業・その他
- 東誠一郎 - 元有限責任監査法人トーマツ経営会議議長
- 飯島幡司 - 元朝日放送社長・会長、元関西経済連合会会長、神戸高商1911年卒
- 池田安希子 - 元ココスジャパン社長、元ジョリーパスタ社長
- 石井廣治 - 元タイヘイレコード社長、元兵庫県議会議員、神戸経済大学経営経録第一講習所1944年卒
- 市橋浩治 - ENBUゼミナール代表取締役、映画プロデューサー
- 乾勲 - 元ガンバ大阪社長、元Jリーグ参与
- 上原仁 - マイネット創業者・元社長・元会長、元滋賀レイクスターズ会長
- 梅村淸明 - 中京大学創立者・初代学長、梅村学園創立者・初代理事長
- 相賀信宏 - 小学館第4代社長
- 荻原正也 - 元ニフティ社長・会長、元アイ・ティー・エックス社長
- 奥田陽一 - 元伊藤忠テクノソリューションズ社長、元伊藤忠商事副社長
- 音部大輔 - クー・マーケティング・カンパニー代表、マーケター、著作家
- 蔭山秀一 - ロイヤルホテル社長、元三井住友銀行副会長、元関西経済同友会代表幹事、日本ホテル協会副会長
- 樫野孝人 - CAP代表取締役、かもめ地域創生研究所理事
- 金澤辰次郎 - 元帝国ホテル社長
- 金丸恭文 - フューチャー創業者・会長兼社長、元経済同友会副代表幹事
- 小林英夫 - 元イー・アクセス（現Y!mobile）副社長
- 坂下智保 - 富士ソフト社長
- 関灘茂 - A.T.カーニー日本代表
- 高木盛久 - 元日本テレビ社長、神戸商大卒
- 高野研一 - 元コーン・フェリー日本代表
- 田中惠次 - 元ジュピターショップチャンネル社長
- 谷井等 -  シナジーマーケティング創業者・会長、神戸大学客員教授、エンジェル投資家
- 谷口典彦 - 元富士通副社長、元富士通アドバンストソリューションズ社長、神戸大学教授
- 中内守 - 元サンテレビジョン社長
- 中村崇則 - ラクス創業者・社長
- 西山裕之 - GMOインターネットグループCOO、元まぐクリック社長、元リョーマ社長
- 菱川文博 - コナミ名誉会長
- 舟橋孝之 - インソース創業者・社長
- 前田健司 - 燦キャピタルマネージメント創業者・会長・元社長
- 正井禮子 - 社会起業家、加藤シヅエ賞
- 宮崎恒彰 - 元阪神タイガースオーナー、元阪神コンテンツリンク社長
- 三好一彦 - 元阪神タイガース社長
- 村上雄藏 - 神戸セミナー創立者・元理事長、元兵庫県予備校連盟会長
- 森岡毅 - 刀CEO、元ユー・エス・ジェイCMO
- 山元賢治 - 元Apple日本法人社長、元EMC日本法人副社長
- 山本員裕 - 元インフォコム社長、元帝人副社長CFO

### 学者

#### 商学・経営学
- 青木英彦 - 経営学者、東京理科大学教授、ワールド取締役会議長、加藤産業取締役。
- 市原季一 - 経営学者、元神戸大学教授、元日本経営学会理事長、元日本学術会議会員。
- 伊藤森右衛門 - 経営学者、元小樽商科大学学長。神戸商業大卒。
- 伊藤宗彦 - 経営学者、神戸大学教授、元オペレーションズマネジメント＆ストラテジー学会会長。
- 井上正 - 経営学者、早稲田大学教授。
- 井上達彦 - 経営学者、早稲田大学教授、経営情報学会論文賞。
- 井上福子 - 経営学者、同志社大学教授、エクセディ取締役、ローム取締役。
- 瓜生原葉子 - 経営学者、同志社大学教授、日本NPO学会優秀賞、吉田秀雄賞。
- 小田章 - 経営学者、和歌山大学学長。経営学部卒、経営学研究科修了。
- 小野善生 - 経営学者、滋賀大学教授、経営行動科学学会優秀事例研究賞。
- 太田肇 - 経営学者、同志社大学政策学部教授。経営学研究科修了。
- 興津裕康 - 会計学者、近畿大学名誉教授、元日本簿記学会会長、元日本会計史学会会長。
- 海道進 - 経営学者、神戸大学名誉教授、元日本経営学会理事長
- 海道ノブチカ - 経営学者、関西学院大学名誉教授、元日本経営学会理事長。
- 加護野忠男 - 経営学者、神戸大学名誉教授。経営学部卒、経営学研究科単位取得退学。
- 加藤由作 - 保険学者、一橋大学名誉教授、日本保険学会初代理事長。神戸高商卒。
- 桂芳男 - 経営学者、神戸大学名誉教授。経済学研究科修了。
- 金井壽宏 - 経営学者、神戸大学教授。経営学研究科修了。
- 亀井利明 - 経営学者、関西大学名誉教授、日本リスクマネジメント学会名誉理事長。
- 河崎照行 - 会計学者、甲南大学名誉教授・元副学長、元中小企業会計学会会長、租税資料館理事長。
- 上林憲雄 - 経営学者、神戸大学教授、日本経営学会理事長、経営関連学会協議会理事長、インソース取締役。
- 川上智子 - 経営学者、早稲田大学教授、宝ホールディングス取締役。
- 木内佳市 - 会計学者、大阪大学名誉教授。神戸商業大卒。
- 久保田音二郎 - 会計学者、神戸大学名誉教授、元日本学術会議会員。
- 小嶋博 - 経営学者、元名古屋学院大学学長、元日本経営財務研究学会会長。
- 坂下玄哲 - 経営学者、慶應義塾大学教授、吉田秀雄記念事業財団吉田秀雄賞奨励賞。
- 坂手恭介 - 会計学者（管理会計学）、山口大学名誉教授、元同大学副学長。経営学研究科博士課程単位取得。
- 島津望 - 経営学者、北海商科大学教授。経営学研究科修了。
- 砂川伸幸 - 経営学者、京都大学教授、日本経営財務研究学会会長。
- 高尾厚 - 保険学者、神戸大学名誉教授。
- 高須教夫 - 会計学者、兵庫県立大学名誉教授、元日本会計史学会会長。
- 高田正淳 - 会計学者、神戸大学名誉教授、元日本会計研究学会会長、元日本監査研究学会会長、日本会計研究学会太田賞。
- 丹波康太郎 - 会計学者、元神戸大学教授、日本会計研究学会上野・太田賞。
- 谷本寛治 - 経営学者、一橋大学名誉教授、早稲田大学教授、元ベルリン自由大学客員教授。
- 戸田博之 - 会計学者、神戸学院大学名誉教授、元日本簿記学会会長。
- 戸田義郎 - 経営学者、元神戸大学学長、元日本簿記学会顧問。
- 内藤文雄 - 会計学者、神戸大学名誉教授、関西電力取締役、太田・黒澤賞。
- 庭本佳子 - 経営学者、神戸大学准教授。
- 野村寅三郎 - 交通学者、神戸大学名誉教授、元日本海運経済学会副会長。
- 原拓志 - 経営学者、神戸大学名誉教授、元企業家研究フォーラム副会長、日本学術会議会員。
- 平井泰太郎 - 経営学者、神戸大学名誉教授。神戸高商1918卒。
- 藤江昌嗣 - 経済学者、元明治大学副学長、戦略研究学会会長。経済学研究科修了。
- 福田敬太郎 - 経営学者、第3代神戸大学学長。神戸高商1918卒。
- 古川栄一 - 経営学者、一橋大学名誉教授。神戸高商1926第2学年修了。
- 宮本又郎 - 歴史学者、経営学者、大阪大学名誉教授。
- 宮本匡章 - 会計学者、大阪大学名誉教授、元高岡短期大学学長、元金沢学院大学学園長、元日本原価計算研究学会会長。
- 岡田依里 - 知的財産研究者、横浜国立大学教授。経営学研究科修了。
- 高村忠也 - 商学者、神戸大学名誉教授、元日本海運経済学会副会長。
- 高田駒次郎 - 会計学者、西南学院大学教授、元九州六大学野球連盟理事長。
- 武田隆二 - 経営学者、神戸大学名誉教授。経営学研究科修了。
- 谷口真美 - 経営学者、早稲田大学教授、東洋製罐グループホールディングス取締役、元東芝取締役、元ニチレイ取締役。
- 山下勝治 - 会計学者、元神戸大学教授、元大阪大学教授。神戸商業大卒。
- 山桝忠恕 - 会計学者、元慶應義塾大学教授。神戸経済大卒。
- 吉田修 - 経営学者、滋賀大学名誉教授。経営学研究科修了。
- 加登豊 - 会計学者、神戸大学名誉教授、同志社大学教授。
- 桜井久勝 - 会計学者、神戸大学名誉教授、金融庁公認会計士・監査審査会会長、日本会計研究学会会長。
- 南知惠子 - 経営学者、神戸大学副学長、元日本商業学会副会長、大阪ガス監査役、元サノヤスホールディングス取締役。
- 村宮克彦 - 会計学者、大阪大学大学院経済学研究科准教授。
- 森昭夫 - 経営学者、神戸大学名誉教授、元日本経営財務研究学会会長、元日本経営学会理事長、元日本学術会議会員。
- 安平昭二 - 会計学者、神戸商科大学名誉教授、元関西国際大学学長、元日本簿記学会会長。
- 谷地弘安 - 経営学者、元横浜国立大学理事・副学長、東洋水産取締役。
- 山下貴子 - 経営学者、同志社大学教授。
- 山田幸三 - 経営学者、上智大学名誉教授、元企業家研究フォーラム会長。
- 姚俊 - 会計学者、明治大学教授、福井コンピュータホールディングス取締役、日本公認会計士協会学術賞。
- 吉田栄介 - 会計学者、慶應義塾大学教授、日本会計研究学会太田賞。

#### 経済学
- 青木浩介 - 経済学者、東京大学教授、中原賞。
- 青野勝広 - 経済学者、松山大学教授（元学長）。経済学研究科修了。
- 赤松要 - 経済学者、一橋大学名誉教授。神戸高商1919年卒。
- 足立正樹 - 社会福祉学、神戸大学名誉教授、元経済社会学会会長
- 天野明弘 - 経済学者、神戸大学、関西学院大学名誉教授。兵庫県立大学副学長。
- 五百籏頭真吾 - 経済学者、同志社大学教授。小島清賞優秀論文賞。
- 五百籏頭眞治郎 - 経済学者、神戸大学名誉教授。神戸高商1917年卒。
- 家本秀太郎 - 経済学者、神戸大学名誉教授。神戸商業大1933年卒。
- 生島広治郎 - 経済学者、元神戸高商教授、近畿大学名誉教授。神戸高商1920卒。
- 池田新介 - 経済学者、大阪大学名誉教授、元行動経済学会会長。日経・経済図書文化賞。
- 稲葉和夫 - 経済学者、立命館大学名誉教授、元環太平洋産業連関分析学会会長。
- 井上和雄 - 経済学者、神戸商船大学名誉教授、神戸大学大学院経済研究科博士課程中退。
- 入江猪太郎 - 経済学者、神戸大学名誉教授、元日本学術会議会員。
- 小原敬士 - 地理学者、経済地理学者、元一橋大学教授。神戸高商1925年転学。
- 置塩信雄 - 経済学者、神戸大学名誉教授。神戸経済大卒。
- 大谷順彦 - 経済学者、筑波大学名誉教授、元カンザス大学教授。経済学部卒。
- 大塚金之助 - 経済学者、一橋大学名誉教授。神戸高商1914年卒。
- 大野喜久之輔 - 比較経済論、神戸大学名誉教授、元ロシア・東欧学会副代表理事、元日本学術会議会員。
- 片山貞雄 - 経済学者、滋賀大学名誉教授。経済学研究科修了。
- 金井一賴 - 経済学者、大阪大学名誉教授、元日本ベンチャー学会会長。
- 菊地徹 - 経済学者、元神戸大学教授
- 岸本哲也 - 経済学者、神戸大学名誉教授、元早稲田大学教授。
- 黒坂真 - 経済学者、大阪経済大学経済学部教授。経済学研究科修了。
- 酒井泰弘 - 経済学者、筑波大学名誉教授、元生活経済学会会長、元日本地域学会会長。経済学部卒。
- 地主敏樹 - 金融論、神戸大学名誉教授、元日本金融学会会長。
- 下地真樹 - 経済学者、阪南大学准教授。
- 新庄博 - 経済学者、神戸大学名誉教授。神戸高商1925年卒。
- 千田純一 - 経済学、名古屋大学名誉教授、元日本金融学会会長、元生活経済学会会長。経済学研究科修了。
- 高垣寅次郎 - 経済学者、一橋大学名誉教授、拓殖大学学長、成城大学学長。神戸高商1911年卒。
- 瀧川好夫 - 経済学者、神戸大学名誉教授。
- 立脇和夫 - 経済学者、早稲田大学名誉教授。
- 田中薫 - 地理学、経済地理学者、神戸大学名誉教授。
- 田中金司 - 経済学者、神戸大学名誉教授。
- 田中祐之 - 経済学者、元東京経済大学学長事務取扱
- 谷崎久志 - 経済学者、大阪大学教授、元消費者庁客員主任研究官。
- 玉山勇 - 経済学者、福島大学学長。神戸商業大1936年卒。
- 富永祐治 - 交通経済学者、大阪市立大学名誉教授。神戸高商1925年転学。
- 豊田利久 - 経済学者、神戸大学、広島修道大学名誉教授。元国際開発学会会長。1963年経済学部卒。
- 中西訓嗣 - 国際経済学、神戸大学教授、元日本国際経済学会会長、小島清賞研究奨励賞
- 中山伊知郎 - 経済学者、一橋大学名誉教授。神戸高商1920年転学。
- 西島章次 - 経済学者、経済経営研究所教授。経済学研究科修了。
- 能勢信子 - 経済学者、神戸大学名誉教授。神戸経済大卒。
- 則武保夫 - 経済学者、神戸大学名誉教授。神戸経済大卒。
- 二神孝一 - 経済学者、大阪大学経済学部教授。経済学研究科修了。
- 藤川清史 - 経済学者、名古屋大学教授、元環太平洋産業連関分析学会会長。経済学研究科修了。
- 藤原秀夫 - マクロ経済学、同志社大学教授、元日本金融学会会長
- 松尾匡 - 経済学者、立命館大学教授。大学院経済学研究科修了。
- 松野賢吾 - 経済学者、元神戸大学教授。神戸高商1925年卒。
- 丸谷喜市 - 経済学者、初代神戸経済大学（神戸大学）学長、神戸大学名誉教授。神戸高商1910年卒。
- 三木谷良一 - 経済学者、神戸大学名誉教授、元日本金融学会会長。経済学部卒。
- 村上敦 - 経済学、神戸大学名誉教授、元関西国際大学学長
- 森田優三 - 経済学者、元一橋大学教授。元総理府統計局長。神戸高商卒。
- 矢尾次郎 - 経済学者、神戸大学名誉教授、元日本学術会議会員。
- 安居洋 - 経済学者、神戸市外国語大学名誉教授。経済学部卒。
- 家森信善 - 経済学者、神戸大学教授、元金融庁参与。経済学研究科修了。
- 游仲勲 - 経済学者、元亜細亜大学教授、元日本華僑華人学会会長。
- 鷲田豊明 - 経済学者、元上智大学教授、元環境経済・政策学会副会長。経済学研究科中退。お笑い芸人「わっしー教授」。

#### 法学政治学
- 池田千鶴 - 経済法、神戸大学教授、大隅健一郎賞、公正取引協会横田正俊記念賞。
- 井上正也 - 政治学、慶應義塾大学教授、サントリー学芸賞、吉田茂賞、日本国際政治学会奨励賞。
- 上田徹一郎 - 法学者、関西学院大学名誉教授。
- 梅津昭彦 - 法学者、新潟大学教授、法学研究科博士後期課程修了。
- 占部裕典 - 法学者、同志社大学大学院司法研究科教授。法学部卒、法学研究科博士後期課程修了。
- 大島俊之 - 法学者、神戸学院大学、九州国際大学教授。法学研究科修了。
- 大塚理彦 - 法学者、大阪工業大学知的財産専門職大学院教授。
- 大矢根聡 - 政治学者、同志社大学法学部教授、日本国際政治学会理事長。法学研究科修了。
- 河田潤一 - 政治学者、大阪大学大学院法学研究科教授。法学研究科修了。
- 神崎克郎 - 法学者、神戸大学名誉教授。法学部卒。
- 川口恭弘 - 法学者、同志社大学教授。法学部卒。
- 岸田雅雄 - 法学者、神戸大学名誉教授、元早稲田大学ファイナンス研究センター所長。法学部卒。
- 湯川勇人 - 国際政治学者、広島大学大学院社会科学研究科教授。法学研究科修了。
- 北村喜宣 - 法学者、上智大学法学部教授。法学部卒、法学研究科修了。
- 交告尚史 - 法学者、東京大学大学院法学政治学研究科教授。法学部卒、法学研究科修了。
- 齋藤修 - 法学者、兵庫県立大学教授。法学研究科修了。
- 齋藤嘉臣 - 国際政治学者、京都大学准教授
- 阪本昌成 - 法学者、神戸大学助手、広島大学教授を経て、九州大学教授。法学研究科修了。
- 下井隆史 - 労働法、神戸大学名誉教授、元日本労働法学会代表理事
- 高木多喜男 - 法学者、神戸大学名誉教授。大阪学院大学教授。法学部卒。
- 田頭章一 - 倒産法、上智大学教授。
- 高野眞澄 - 憲法、香川大学名誉教授
- 武田邦宣 - 経済法、大阪大学教授、公正取引委員会競争政策研究センター主任研究官、公正取引協会横田正俊記念賞。
- 土倉莞爾 - 政治学者、関西大学法学部教授。法学部卒、法学研究科修了。
- 根岸哲 - 法学者、神戸大学名誉教授、甲南大学教授。法学部卒。
- 野田進 - 法学者、九州大学教授。法学部卒、法学研究科修士課程修了。
- 吐合大祐 - 政治学者、ひょうご震災記念21世紀研究機構主任研究員。
- 塙陽子 - 法学者、神戸大学法学部助教授、京都産業大学教授を経て摂南大学法学部教授。法学部卒。
- 東孝行 - 法学者、元広島高裁判事、久留米大学法科大学院教授（院長）。法学研究科修了。
- 松川正毅 - 法学者、大阪大学名誉教授。法学研究科修了。
- 見市建 - 政治学者、早稲田大学教授、井植記念アジア太平洋研究奨励賞。
- 村井良太 - 政治学者、駒澤大学法学部准教授。法学部卒、法学研究科修了。
- 村田晃嗣 - 政治学者、元同志社大学学長、防衛省参与、NHK経営委員会委員長代行、サントリー学芸賞、吉田茂賞。
- 村上信一郎 - 政治学者、神戸市外国語大学名誉教授。
- 森田章 - 法学者、神戸学院大学、同志社大学教授。法学部卒、法学研究科修了。
- 上脇博之 - 法学者、神戸学院大学法科大学院教授。法学研究科単位取得退学。
- 坂本重雄 - 法学者、静岡大学名誉教授、元日本労働法学会代表理事。法学部卒
- 三谷忠之 - 法学者、香川大学名誉教授。法学研究科単位取得満期退学

#### 科学
- 石川達也 - 歯学、元東京歯科大学学長。
- 井上直樹 - 物理学、愛媛大学名誉教授。
- 井上雅文 - 木材加工学、東京大学教授、木材利用システム研究会会長、元大建工業監査役
- 井上雄紀 - ロボット工学、大阪工業大学教授。
- 井垣宏 - 情報工学、大阪工業大学教授。
- 茨木久 - 通信工学、元NTTサイバーソリューション研究所所長、超臨場感コミュニケーションフォーラム副会長。
- 岩崎真宏 - 神戸大学大学院医学研究科医学研究員。
- 植田康成 - 言語学、広島大学文学部教授。文学部卒。
- 植野真臣 - 統計学、電気通信大学教授、元日本行動計量学会理事長。
- 上田真 - 国文学、スタンフォード大学名誉教授
- 上田寛 - 化学、東京大学名誉教授
- 上田渉 - 化学、北海道大学名誉教授。理学研究科修了。
- ウェルズ恵子 - アメリカ文学・文化、立命館大学教授。
- 内田尚孝 - 中国史、同志社大学教授。
- 梅田正博 - 医学、長崎大学大学院医歯薬学総合研究科教授。医学研究科修了。
- 榎本肇 - 情報工学、東京工業大学名誉教授、元電子通信学会副会長。
- 江村治樹 - 中国史、名古屋大学名誉教授。
- 大森英樹 - 電気工学、大阪工業大学教授。
- 岡田昌義 - 心臓外科、元神戸大学教授、元ハーバード大学客員教授。
- 沖村孝 - 土木工学、神戸大学名誉教授、元日本地形学連合会長
- 小椋大輔 - 建築学、京都大学教授
- 小澤守 - 熱工学、関西大学名誉教授、元日本伝熱学会会長、元日本混相流学会副会長
- 小野秀樹 - 中国語学、東京大学教授、日本中国語学会会長
- 小原章裕 - 農学、名城大学学長。
- 貝淵弘三 - 生化学、名古屋大学名誉教授、紫綬褒章
- 梶慶輔 - 物理化学、京都大学名誉教授、元繊維学会副会長
- 勝村哲也 - 文献学、京都大学名誉教授
- 亀田貴之 - 環境学、京都大学教授
- 加茂儀一 - 歴史学（科学史）、元東京工業大学教授。神戸高商1920年転学。
- 河合俊和 - 医用生体工学、大阪工業大学教授。
- 河合隼雄 - 心理学、京都大学名誉教授、国際日本文化研究センター名誉教授、神戸高等工業学校卒。
- 川内由子 - 音楽学、四国大学短期大学部教授
- 北川央 - 日本史、大阪城天守閣館長
- 貴田宗三郎 - 数理科学、元大阪工業大学教授。
- 木村健 - 医学、アイオワ大学名誉教授
- 鈴木寛 - 音楽教育学、兵庫教育大学名誉教授
- 宮口幸治 - 精神医学、立命館大学産業社会学部教授。
- 川合康 - 歴史学（日本中世史）、大阪大学大学院文学研究科教授。文学部卒、文化学研究科単位取得退学。
- 栗原隆 - 哲学、新潟大学名誉教授。文化学研究科博士課程修了。
- 黒川俊二 - 雑草学、京都大学教授、元日本雑草学会幹事長。
- 黒田龍二 - 建築史、神戸大学名誉教授、日本建築学会奨励賞、建築史学会賞。
- 小林行雄 - 考古学、京都大学名誉教授、恩賜賞、日本学士院賞
- 駒井幸雄 - 環境化学、元大阪工業大学教授。
- 齋木喜美子 - 児童文学研究、関西学院大学教授。日本児童文学学会賞。
- 酒澤茂之 - 情報工学、大阪工業大学教授。
- 佐川眞人 - 金属工学、インターメタリックス社長。エリザベス女王工学賞、朝日賞、日本国際賞。ネオジム磁石発明者。
- 白髪誠一 - 構造デザイン学、大阪工業大学教授。大阪府建築士審査会会長。
- 杉川智 - 情報工学、大阪工業大学准教授。
- 杉本史子 - 日本史、東京大学教授。
- 柴田俊一 - 原子炉工学、京都大学名誉教授、元原子力委員会参与。
- 吹田徳雄 - 工学者、大阪大学名誉教授、原子力安全委員会初代委員長、神戸高等工業学校卒業。
- 鈴木優 - 情報工学、岐阜大学准教授。工学部卒。
- 相馬芳枝 - 化学、産業技術総合研究所名誉リサーチャー、世界化学年女性化学賞
- 田中正夫 - 生体工、大阪大学教授、日本機械学会副会長。
- 陳來幸 - 歴史学者（アジア史）、兵庫県立大学教授、文学研究科修了。
- 辻内伸好 - 機械工、同志社大学教授、元日本機械学会機械力学・計測制御部門長
- 辻上奈美江 - 中東・イスラーム研究、上智大学教授
- 西山松之助 - 歴史学、東京教育大学名誉教授、1932年姫路師範学校卒。
- 布川弘 - 部落問題、元広島大学教授。
- 宮川康子 - 歴史学（近世日本思想史）、京都産業大学文化学部教授。文学部卒。
- 廣野由美子 - 英文学、京都大学大学院人間・環境学研究科教授。文学研究科修士課程修了。
- 堀江珠喜 - 比較文学、大阪府立大学総合研究機構教授。文化学研究科修了。
- 高島昌二 - 社会学、龍谷大学、皇學館大学名誉教授。文学部卒。
- 竹安邦夫 - 生物学、京都大学名誉教授
- 竹山宜典 - 医学、近畿大学教授、医学部卒。
- 神山進 - 社会心理学、滋賀大学教授。経営学研究科修了。
- 宝谷紘一 - 生物物理学、名古屋大学名誉教授、元日本生物物理学会会長
- 早川尚男 - 物理学、京都大学教授
- 平岡隆二 - 歴史学、京都大学人文科学研究所准教授
- 本多謙三 - 哲学、元東京商科大学教授。唯物論研究会発起人。
- 山中伸弥 - 医学科、京都大学iPS細胞研究所名誉所長。「人工多能性幹（iPS）細胞」研究者、ノーベル生理学・医学賞受賞者。医学部1987年卒。
- 脇田晴子 - 歴史学（日本中世史）、文化功労者、文化勲章受章者、滋賀県立大学名誉教授。文学部卒。
- 毛綱毅曠 - 元多摩美術大学教授。建築家。工学部卒。
- 当麻庄司 - 工学、北海学園大学工学部教授。工学部卒。
- 重村力 - 建築学、工学研究科元教授
- 高安美佐子 - 物理学、東京工業大学教授。
- 能島裕介 - 情報工学、大阪公立大学（旧：大阪府立大学）教授。
- 早瀬利雄 - 社会学、横浜市立大学名誉教授。
- 堀利栄 - 地質学、元愛媛大学副学長、日本地球惑星科学連合副会長、日本学術会議会員。
- 真銅正宏 - 日本文学、元同志社大学教授、追手門学院大学学長。
- 溝渕正季 - 中東地域研究、広島大学准教授。
- 向井秀幸 - 医学、神戸大学准教授。
- 村岡大輔 - 医学、愛知県がんセンター研究所腫瘍免疫制御トランスレーショナルリサーチ分野ユニット長。
- 村岡茂信 - ロボット工学、元大阪工業大学教授。
- 保田茂 - 農学、神戸大学名誉教授。兵庫農科大学（現、神戸大学農学部）卒。
- 山本光朗 - 歴史学、北海道教育大学教授。
- 居安正 - 社会学、神戸大学名誉教授。文学部卒。
- 陳明裕 - 歯科医師、ニューヨーク州立大学バッファロー校歯学部矯正科客員教授、日本成人矯正歯科学会常務理事、医学研究科修了
- 中村吉伸 - 化学、大阪工業大学教授。
- 橋谷義人 - 農学、元大阪成蹊女子短期大学学長。
- 福岡賢二 - 神戸情報大学院大学副学長、スウィフト・エックスアイの代表取締役社長、国際文化学研究科修了
- 藤井秀司 - 化学、大阪工業大学教授。
- 増田茂 - 化学、東京大学名誉教授
- 三上文三 - 農学、京都大学名誉教授、農芸化学奨励賞
- 溝上慎一 - 心理学、元京都大学教授、桐蔭学園理事長兼桐蔭横浜大学学長、日本青年心理学会学会賞
- 森謙一郎 - 機械工学、豊橋技術科学大学名誉教授、日本塑性加工学会副会長。
- 守屋誠司 - 算数教育学、京都教育大学名誉教授
- 山嵜義三郎 - 社会政策学、神戸大学名誉教授
- 矢持秀起 - 化学、京都大学名誉教授
- 山下宏明 - 国文学、名古屋大学名誉教授
- 山本量一 - 化学工学、京都大学教授
- 横野浩一 - 老年医学、元神戸大学副学長、元北播磨総合医療センター病院長
- 米澤茂 - 哲学、筑波大学教授、国際ギリシア哲学会名誉会長
- 劉建輝 - 比較文学、国際日本文化研究センター教授、日本比較文学会賞
- ローレン・グッドマン - 英文学、延世大学校教授、詩人
- 脇田由実 - システム工学、大阪工業大学教授。

（※五十音順）

### 作家・文芸
- 秋口ぎぐる - 小説家。経営学部卒。
- 以倉紘平 - 詩人。文学部卒。
- 今井泉 - 小説家。神戸商船大学航海科卒。
- 今井ようじ - 落語作家。落語協会新作落語台本発表会最優秀賞など。教育学部中退。
- 井上祐美子 - 小説家。教育学部卒。
- 岩木一麻 - 小説家。『このミステリーがすごい!』大賞。
- 岡田淳 - 児童文学作家。教育学部卒。
- 香川進 - 歌人。1934年神戸商大卒。
- かぼちゃ - イラストレーター、漫画家。工学部卒
- 貴戸湊太 - 小説家、『このミステリーがすごい!』大賞U-NEXT・カンテレ賞。文学部卒。
- 水鏡子 - SF評論家。
- 軒上泊 - 作家、オール讀物新人賞受賞。経営学部卒。
- 三枝和子 - 小説家。兵庫師範学校女子部卒。
- シリン・ネザマフィ - 在日イラン人小説家、エンジニア。自然科学研究科修了。
- 高村透 - 小説家。人文学研究科前期課程修了。
- 田中啓文 - 小説家、SF作家。
- 田中四郎 - 歌人、俳人。
- 東松寛文 - 作家、リーマントラベラー。
- 夏緑 - 小説家、漫画原作者。
- 西田シャトナー - 劇作家、教育学部中退。
- 福田和代 - 小説家、工学部化学工学科卒。
- 蓬萊泰三 - 脚本家、作詞家。文学部卒。
- 松原俊太郎 - 劇作家。岸田國士戯曲賞。経済学部卒。
- 元長柾木 - ゲームシナリオライター、小説家。工学部卒。
- 森はな - 児童文学作家。明石女子師範卒。
- 安水稔和 - 詩人。文学部卒。
- 柳広司 - 小説家。法学部卒。
- 米澤多恵 - 編集者、元ゲーテ副編集長
- 袁広泉 - 翻訳家

### 芸能
- 桂枝雀 - 落語家。文学部中退。
- 桂音也 - 落語家、元朝日放送アナウンサー。
- 佐々木蔵之介 - 俳優。農学部卒。
- 谷五郎 - ラジオ・パーソナリティ。農学部卒。
- 林家竹丸 - 落語家。経済学部卒。
- 桂吉弥 - 落語家。教育学部卒。
- 桂惣兵衛 (2代目) - 落語家。経営学部卒。
- 露の團六 - 落語家。教育学部卒。
- 三遊亭好一郎 - 落語家。理学部卒。
- 岡崎展久 - 俳優。文学部卒。
- 後藤英樹 - 俳優。
- 保村大和 - 俳優。
- 芽亜利・J - シンガーソングライター。文学部卒。
- 鹿野潤 - 声優。農学部卒。
- 中島香織 - タカラジェンヌ。人間発達環境学研究科修了。
- 時枝里好 - ミュージカル俳優。発達科学部卒。
- 天宮遥 - ピアニスト。ラジオ・パーソナリティ。発達科学部卒。
- 大内厚雄 - 俳優。工学部卒。
- 檜原洋平 - 芸人。発達科学部卒。

### スポーツ
- 木村靖 - ソフトテニス指導者、国民体育大会優勝
- 布井良助 - 元テニス選手。神戸高商卒。
- 高橋哲雄 - 元バレーボール全日本選手。神戸高商卒。
- 賀川太郎 - 元サッカー日本代表。第二回日本サッカー殿堂委員会推薦掲額者。神戸経大卒。
- 賀川浩 - 元サッカー選手。第七回日本サッカー殿堂委員会推薦掲額者。
- 岡田吉夫 - 元サッカー日本代表。神戸工高卒。
- 柿木園悟 - プロ野球パシフィックリーグ審判。
- 壷井達也 - フィギュアスケート選手。全日本フィギュアスケートジュニア選手権優勝。
- 舟津圭三 - 経済学部卒。冒険家。1990年史上初の犬ぞりによる南極大陸横断に成功により朝日スポーツ賞受賞。経済学部卒。
- 八十祐治 - 元サッカー選手、弁護士。経営学部卒。
- 和田治雄 - サッカー指導者。
- 西野努 - 元サッカー選手。経営学部卒。
- 塚本浩二 - 元プロ野球選手。
- 磯部修三 - 元高校野球指導者。

### 芸術
- 浦山桐郎 - 映画監督。旧制姫路高校卒。
- 須川栄三 - 映画監督。旧制姫路高校卒。
- 田中秀和 - 作曲家。MONACA所属。発達科学部卒。
- 谷岡久美 - 作曲家。発達科学部卒。
- 水谷穎介 - 建築家。工学部卒。
- 則竹裕之 - 元T-SQUAREドラマ－、昭和音楽大学講師、（夜間）中退
- Dr.Tommy - ヒップホップ・ミュージシャン、元ビブラストーン、中退
- 安田真奈 - 映画監督、脚本家。法学部1993年卒。
- 丑尾健太郎 - 脚本家。
- 王少飛 - 画家、新中国絵画芸術最高栄誉賞。
- 植松奎二 - 彫刻家。教育学部美術科1969年卒。
- 岡本健太 - 写真家
- 金川晋吾 - 写真家、三木淳賞、さがみはら写真新人奨励賞
- 三井昌志 - 写真家、旅行作家、日経ナショナルジオグラフィックグランプリ最優秀賞
- 菓子浩 - NHKドラマプロデューサー。経営学部1993年卒。
- 寺園慎一 - NHK教養番組プロデューサー。経営学部1992年卒。
- 清水陽子 - 現代芸術家

### アナウンサー
- 朝山くみ - フリーアナウンサー。元東海テレビ放送アナウンサー。経済学部卒。
- 猪井操子 - 元東北放送アナウンサー。
- 伊藤史隆 - 朝日放送アナウンサー。法学部卒。
- 大仁田美咲 - 朝日放送テレビアナウンサー。
- 北村真平 - 朝日放送アナウンサー。発達科学部卒。
- 小池達子 - 元テレビ愛媛アナウンサー、弁護士。法学部卒。
- 小林沙貴 - 日本海テレビジョン放送アナウンサー。
- 斎藤真美 - 朝日放送アナウンサー。海事科学部卒。斎藤裕美の実妹。
- 斎藤裕美 - 元毎日放送アナウンサー。海事科学部卒。
- 坂口愛美 - 文化放送アナウンサー、元愛媛朝日テレビアナウンサー。気象予報士。発達科学部卒。
- 坂本聡 - NHKアナウンサー。
- 住田功一 - 元NHKエグゼクティブアナウンサーアナウンサー、大阪芸術大学教授。経営学部卒。
- 徳永悦子 - 元南海放送アナウンサー。
- 豊成春子 - 四国放送アナウンサー。
- 中川萌香 - 中京テレビ放送アナウンサー。
- 小川実桜 - CBCテレビアナウンサー。
- 中橋かおり - CBCテレビ社員（元アナウンサー）。
- 中村秋季乃 - テレビ北海道アナウンサー。
- 橋本利恵 - テレビ愛媛アナウンサー。
- 橋本和花子 - 関西テレビ放送アナウンサー。経済学部卒。
- 濱村春香 - 元テレビせとうちアナウンサー。
- 久保円華 - フリーアナウンサー、元テレビ高知・静岡朝日テレビアナウンサー。
- 山田泰三 - フリーアナウンサー。元名古屋テレビ放送アナウンサー。経済学部卒。
- 脇浜紀子 - 読売テレビ社員・元アナウンサー。京都産業大学教授。法学部卒。
- 渕上紘行 - 北海道放送アナウンサー。
- 豊島美雪 - フリーアナウンサー、関西ローカルタレント。発達科学部中退。
- 福永裕梨 - 北海道テレビ放送アナウンサー。経済学部卒。

### 評論家・マスコミ
- 岩辺泰吏 - 教育評論家、元明治学院大学教授、元葛飾区立亀青小学校教諭。
- 三輪裕範 - 経済評論家、伊藤忠経済研究所長
- 崔真淑 - エコノミスト。経済学部卒。
- 澤田隆治 - 演芸プロデューサー、東阪企画会長。元朝日放送ディレクター。文学部卒。
- 清水建宇 - 朝日新聞論説委員。経営学部卒。
- ジョー小泉 - ボクシング評論家、トレーナー。工学部卒。
- 杉江義浩 - 元NHKディレクター
- 山崎淑行 - NHK名古屋放送局デスク
- 竹村健一 - 評論家。旧制姫路高校卒。
- 谷村政樹 - フジテレビドラマディレクター、元朝日放送ディレクター
- 中嶋太一 - NHK理事、元NHK首都圏放送センター長。放送文化基金賞。
- 荷宮和子 - 女子供文化評論家。法学部卒。
- 西澤宏隆 - 関西テレビスポーツ部プロデューサー。経営学部卒。
- 新田宇一郎 - 元読売テレビ副社長。
- 福山佳那 - 日本海テレビジョン放送報道記者、気象予報士。
- 本田隆行 - 科学コミュニケーター。
- 吉條英希 - 関西テレビ東京支社のプロデューサー。経営学部卒。
- 明松功 - フジテレビバラエティー制作部副部長兼チーフプロデューサー。工学部卒。
- 出口敬生 - フジテレビ制作局第2制作センターの演出家。

### その他
- 大西祥男 - 医師。地方独立行政法人加古川市民病院機構理事長、加古川中央市民病院院長。医学部卒。
- 笠陽一郎 - 精神科医。医学部卒。
- 安克昌 - 精神科医。医学部卒。
- 坂本孝司 - 税理士、TKC全国会会長
- 田中隆治 - 青いバラ開発チームリーダー。理学研究科修了。
- 春木開 - ポジティブクリエイター、実業家、YouTuber。
- 東井義雄 - 教育者。日本のペスタロッチと称された。姫路師範学校1932年卒。
- 向原伸彦 - 医師。兵庫県立姫路循環器病センター院長。医学部卒。
- 村上雄藏 - 教育者、予備校神戸セミナー創設者。神戸経大1953年卒。
- 大竹真一郎 - 内科医。医学部卒。
- 古森悠太 - 将棋棋士。経済学部卒。
- 平田豊 - プログラマ、テクニカルライター。工学部情報工学科1998年卒。
- りょかち - 文筆家
- 綿本彰 - ヨガ想指導者、瞑想指導者